# Nigel Farage
Nigel Farage (n. 3 aprilie 1964, Farnborough⁠(d), Bromley, Anglia, Regatul Unit) este un politician britanic, membru al Parlamentului European în perioadele 1999-2004, 2004-2009, 2009-2014 și din 2014 de partea Regatului Unit. Fost lider al partidului UKIP, s-a remarcat pentru discursurile sale pro-Brexit.

## Declarații
În anii 2013 și 2014, Farage a avut numeroase ieșiri violente la adresa romilor, pe care i-a acuzat că vor să invadeze Marea Britanie și că se fac vinovați de majoritatea infracțiunilor comise de către imigranți.
În anul 2013, Farage a creat vâlvă printre europarlamentari, când a numit tratatul de la Lisabona „cea mai spectaculoasă și mai birocratică lovitură de stat din istoria lumii”.
Politicianul l-a descris pe președintele Consiliului European, Herman van Rompuy, ca având „charisma unei cârpe ude”.

## Critici
Ziarul Times scria despre el că este „o figură penibilă, care nu vorbește în numele Marii Britanii”.